# تان‌ذان، کاماو
تان‌ذان (به ویتنامی: Xã Tân Dân) یک قصبه در ویتنام است که در استان کاماو واقع شده‌است.